# 奇怪
| ウィキペディアには「奇怪」という見出しの百科事典記事はありません（タイトルに「奇怪」を含むページの一覧/「奇怪」で始まるページの一覧）。 代わりにウィクショナリーのページ「奇怪」が役に立つかもしれません。 |